# Kalugumalai
Kalugumalai là một thị xã panchayat của quận Toothukudi thuộc bang Tamil Nadu, Ấn Độ.

## Địa lý
Kalugumalai có vị trí 9°09′B 77°43′Đ / 9,15°B 77,72°Đ Nó có độ cao trung bình là 105 mét (344 feet).

## Nhân khẩu
Theo điều tra dân số năm 2001 của Ấn Độ, Kalugumalai có dân số 14.834 người. Phái nam chiếm 49% tổng số dân và phái nữ chiếm 51%. Kalugumalai có tỷ lệ 70% biết đọc biết viết, cao hơn tỷ lệ trung bình toàn quốc là 59,5%: tỷ lệ cho phái nam là 78%, và tỷ lệ cho phái nữ là 63%. Tại Kalugumalai, 9% dân số nhỏ hơn 6 tuổi.